# Марс Експрес
Марс Експрес (на английски: Mars Express) е изследователска мисия на Европейската космическа агенция (ЕКА) до планета Марс и първата мисия до друга планета за агенцията. „Експрес“ се отнася до скоростта и ефикастността, с която е построен космическият апарат. Експрес също се отнася и до по-късото междупланетно пътуване на космическата сонда, което е в резултат на изстрелването на апарата в момент, когато орбитите на Марс и Земята са най-близо.
Марс Експрес се състои от две части, едната е летателен апарат (Марс Експрес орбитър), а другата е спускаемият апарат Бигъл 2. Приземяемият апарат ще изпълни проучвания свързани с екзобиологията и геохимията. Въпреки че Бийгъл 2 се проваля в приземяването си върху марсианската повърхност, летателния апарат изпълнява успешни измервания от началото на 2004 година. Измерванията включват снимки с висока резолюция, картографиране на минералните залежи на повърхността, звуково изучаване с радар на структурата на повърхността и по-надолу от нея за да се открият ледове, както и проучване на взаимодействията в атмосферата.
Поради ценната научна информация, която изпраща апаратът, мисията му е удължена пет пъти последователно и сега тя ще продължи поне до 2014 г.
Някои научни инструменти, като камери и спектрометри се преизползват от провалената мисия на руския космически апарат Марс 96 от 1996 г. (ЕКА помага за изпълнението и оборудването на тази мисия, но тя се оказва неуспешна). Конструкцията на Марс Експрес е базирана на тази на „Розета“. Същата конструкция е използвана и при Венера експрес за да се намалят разходите по равитието на нови технологии и съответно времето за конструиране на апаратът.